# Variant Gamma del SARS-CoV-2

Nombre total de seqüències P.1 per països a partir del 21 d'abril de 2021
Llegenda:
Més de 1.000 seqüències confirmades
500–999 seqüències confirmades
100-499 seqüències confirmades
2–99 seqüències confirmades
1 seqüència confirmada
Cap o sense informació disponible

La variant Gamma, també coneguda com a llinatge P.1, és una variant preocupant del SARS-CoV-2, el virus que provoca la COVID-19. Aquesta variant de SARS-CoV-2 ha rebut el nom de llinatge P.1 i té 17 canvis d'aminoàcids, deu dels quals es troben en la seva proteïna S, inclosos aquests tres designats per ser particularment preocupants: N501Y, E484K i K417T. Aquesta variant de SARS-CoV-2 va ser detectada per primera vegada per l'Institut Nacional de Malalties Infeccioses del Japó, el 6 de gener de 2021 en quatre persones que havien arribat a Tòquio després d'haver visitat l'Amazones, quatre dies abans. Posteriorment es va declarar que circulava al Brasil. Sota l'esquema de noms simplificat proposat per l'Organització Mundial de la Salut, P.1 ha estat etiquetat com a variant Gamma.
La Gamma va causar una infecció generalitzada a principis del 2021 a la ciutat de Manaus, la capital d'Amazones, tot i que la ciutat ja havia experimentat una infecció generalitzada, el maig del 2020, amb un estudi, que indicà una elevada seroprevalència d'anticossos contra el SARS-CoV-2. Un article de recerca publicat al Science Journal indica que les persones malaltes de la P.1 tenen més possibilitats de transmissibilitat i mort que les infectades amb el B.1.1.28.
El llinatge P.1 comprèn les dues subvariants diferents 28-AM-1 i 28-AM-2, que ambdues porten les mutacions K417T, E484K, N501Y, i ambdues es desenvolupen independentment les unes de les altres dins de la mateixa regió brasilera de l'Amazones.
La Gamma és notablement diferent de l'altra variant Zeta brasilera (llinatge P.2). En particular, la Zeta només porta la mutació E484K i no té cap de les altres dues mutacions preocupants, N501Y i K417T.

## Perfil genètic

Mutacions d'aminoàcids de la variant gamma del SARS-CoV-2 representades en un mapa del seu genoma amb un enfocament en l'espícula.